# Aloe bowiea
Aloe bowiea es una especie del género Aloe cuyo hábitat natural son zonas de  Sudáfrica.

## Características
Es una planta pequeña de áloe que alcanza los 15-30 cm de altura.  Las hojas como todos los aloes se agrupan en densas rosetas, son de color grisáceo con márgenes dentados. Las inflorescencias son simples. Los racimos son cilíndricos con sus flores tubulares.

## Taxonomía
Aloe bowiea fue descrita por Schult. & Schult.f. y publicado en Systema Vegetabilium, editio decima sexta 7: 704, en el año 1829.
Etimología
Ver: Aloe
bowiea: epíteto otorgado en honor del botánico inglés James Bowie (1789−1869).
Sinonimia
- Aloe bourea Schult. & Schult.f.
- Bowiea africana Haw.
- Chamaealoe africana (Haw.) A.Berger[4][5]